# Ocer
Ocer (OCER, Ontspannings Centrum Eerste Rijweg) is het partijcentrum van de Nationale Democratische Partij (NDP) in Paramaribo, Suriname. Naast het hoofdkantoor bevindt zich hier een congreshal waar partijbijeenkomsten worden gehouden, waaronder de landelijke aftrap van verkiezingscampagnes. De hal heeft een capaciteit van 13.000 bezoekers.